# MOL Liga 2016/17
Die Spielzeit 2016/17 war die neunte Austragung der internationalen MOL Liga, der höchsten gemeinsamen Eishockeyspielklasse Rumäniens und Ungarns. Erstmals nahm mit dem HK Belgrad eine Mannschaft aus Serbien an der Liga teil. Meister wurde erneut Titelverteidiger DVTK Jegesmedvék.

## Teilnehmer
Zwei Clubs wurden neu in die Liga aufgenommen. Zum einen mit CSM Dunărea Galați ein dritter rumänischer Club. Zum anderen der neu gegründete Hockey Club Belgrad aus der serbischen Hauptstadt. Dessen Mannschaft besteht zum Großteil aus den Spielern der Serbischen Nationalmannschaft. Das Farmteam des EBEL-Clubs Alba Volan Székesfehérvár benannte sich in Fehérvári Titánok um. Der kroatische KHL-Club KHL Medveščak Zagreb hatte Interesse angemeldet, mit einem Farmteam an der MOL Liga teilzunehmen, reichte aber letztlich keinen entsprechenden Antrag ein.
| Nation   | Team                   | Ort            | Heimarena                            | Kapazität |
| -------- | ---------------------- | -------------- | ------------------------------------ | --------- |
| Ungarn   | DVTK Jegesmedvék       | Miskolc        | Miskolci Jégcsarnok                  | 2.304     |
| Ungarn   | Dunaújvárosi Acélbikák | Dunaújváros    | Dunaújvárosi Jégcsarnok              | 3.500     |
| Rumänien | ASC Corona 2010 Brașov | Brașov         | Patinoarul Olimpic Brașov            | 2.000     |
| Ungarn   | Debreceni HK           | Debrecen       | Debreceni Jégcsarnok                 | 500       |
| Ungarn   | Újpesti TE             | Budapest       | Megyeri úti jégpálya                 |           |
| Ungarn   | Ferencváros ESMTK      | Budapest       | Pesterzsébeti Jégcsarnok             |           |
| Rumänien | HSC Csíkszereda        | Miercurea Ciuc | Stadion Lajos Vákár                  | 4.000     |
| Ungarn   | MAC Budapest           | Budapest       | Tüskecsarnok                         | 2.540     |
| Ungarn   | Fehérvári Titánok      | Székesfehérvár | Eishalle Székesfehérvár              | 3.500     |
| Rumänien | CSM Dunărea Galați     | Galați         | Patinoarul Artificial Dunarea Galati |           |
| Serbien  | HK Belgrad             | Belgrad        | Ledena Dvorana Pionir                | 2.000     |

## Hauptrunde
| Pl. |                        | Sp | S  | OTS | OTN | N  | Tore    | Punkte |
| 1.  | DVTK Jegesmedvék       | 40 | 29 | 3   | 2   | 6  | 187:87  | 95     |
| 2.  | MAC Budapest           | 40 | 28 | 2   | 3   | 7  | 189:90  | 91     |
| 3.  | Újpesti TE             | 40 | 23 | 3   | 2   | 12 | 147:107 | 77     |
| 4.  | Debreceni HK           | 40 | 20 | 3   | 3   | 14 | 166:117 | 69     |
| 5.  | ASC Corona 2010 Brașov | 40 | 18 | 6   | 1   | 15 | 142:125 | 67     |
| 6.  | Dab. Docler            | 40 | 18 | 3   | 6   | 13 | 154:131 | 66     |
| 7.  | Ferencváros ESMTK      | 40 | 14 | 0   | 6   | 20 | 138:170 | 48     |
| 8.  | Fehérvári Titánok      | 40 | 6  | 9   | 8   | 17 | 112:150 | 44     |
| 9.  | CSM Dunărea Galați     | 40 | 8  | 6   | 3   | 23 | 110:202 | 39     |
| 10. | HK Belgrad             | 40 | 9  | 2   | 2   | 27 | 107:182 | 33     |
| 11. | HSC Csíkszereda        | 40 | 8  | 2   | 3   | 27 | 98:179  | 31     |

Abkürzungen:  Pl. = Platz, Sp = Spiele, S = Siege, OTS = Siege nach Verlängerung (Overtime), OTN = Niederlagen nach Verlängerung, N = Niederlagen

Erläuterungen:  Play-off-Viertelfinale

## Play-offs

### Viertelfinale
| DVTK Jegesmedvék – Ferencváros ESMTK | DVTK Jegesmedvék – Ferencváros ESMTK | DVTK Jegesmedvék – Ferencváros ESMTK |
| ------------------------------------ | ------------------------------------ | ------------------------------------ |
| 14. Februar 2017                     | DVTK Jegesmedvék – Ferencváros ESMTK | 4:5 (3:2, 0:2, 1:1)                  |
| 16. Februar 2017                     | Ferencváros ESMTK – DVTK Jegesmedvék | 3:1 (2:0, 1:1, 0:0)                  |
| 18. Februar 2017                     | DVTK Jegesmedvék – Ferencváros ESMTK | 6:0 (3:0, 1:0, 2:0)                  |
| 20. Februar 2017                     | Ferencváros ESMTK – DVTK Jegesmedvék | 1:4 (0:0, 1:2, 0:2)                  |
| 22. Februar 2017                     | DVTK Jegesmedvék – Ferencváros ESMTK | 0:3 (0:1, 0:1, 0:1)                  |
| 24. Februar 2017                     | Ferencváros ESMTK – DVTK Jegesmedvék | 1:3 (1:1, 0:1, 0:1)                  |
| 26. Februar 2017                     | DVTK Jegesmedvék – Ferencváros ESMTK | 3:0 (0:0, 1:0, 2:0)                  |
| Endstand in der Serie: 4:3           |                                      |                                      |

| MAC Budapest – Fehérvári Titánok | MAC Budapest – Fehérvári Titánok | MAC Budapest – Fehérvári Titánok    |
| -------------------------------- | -------------------------------- | ----------------------------------- |
| 14. Februar 2017                 | MAC Budapest – Fehérvári Titánok | 7:1 (1:1, 5:0, 1:0)                 |
| 16. Februar 2017                 | Fehérvári Titánok – MAC Budapest | 2:3 n. V. (2:1, 0:1, 0:0, 0:1)      |
| 18. Februar 2017                 | MAC Budapest – Fehérvári Titánok | 2:3 n. P. (1:1, 0:0, 1:1, 0:0, 0:1) |
| 20. Februar 2017                 | Fehérvári Titánok – MAC Budapest | 3:4 n. V. (1:2, 2:1, 0:0, 0:1)      |
| 22. Februar 2017                 | MAC Budapest – Fehérvári Titánok | 3:0 (2:0, 1:1, 0:0)                 |
| Endstand in der Serie: 4:1       |                                  |                                     |

| Újpesti TE – Dab. Docler   | Újpesti TE – Dab. Docler | Újpesti TE – Dab. Docler            |
| -------------------------- | ------------------------ | ----------------------------------- |
| 14. Februar 2017           | Újpesti TE – Dab. Docler | 0:1 (0:0, 0:1, 0:0)                 |
| 16. Februar 2017           | Dab. Docler – Újpesti TE | 4:2 (1:0, 2:0, 1:2)                 |
| 18. Februar 2017           | Újpesti TE – Dab. Docler | 9:4 (3:3, 3:1, 3:0)                 |
| 20. Februar 2017           | Dab. Docler – Újpesti TE | 2:3 (0:2, 0:0, 2:1)                 |
| 22. Februar 2017           | Újpesti TE – Dab. Docler | 4:3 (2:2, 0:1, 2:0)                 |
| 24. Februar 2017           | Dab. Docler – Újpesti TE | 5:4 n. P. (0:1, 1:1, 3:2, 0:0, 1:0) |
| 26. Februar 2017           | Újpesti TE – Dab. Docler | 3:2 n. V. (1:1, 0:0, 1:1, 1:0)      |
| Endstand in der Serie: 4:3 |                          |                                     |

| Debreceni HK – ASC Corona 2010 Brașov | Debreceni HK – ASC Corona 2010 Brașov | Debreceni HK – ASC Corona 2010 Brașov |
| ------------------------------------- | ------------------------------------- | ------------------------------------- |
| 14. Februar 2017                      | Debreceni HK – ASC Corona 2010 Brașov | 6:3 (2:2, 3:0, 1:1)                   |
| 15. Februar 2017                      | Debreceni HK – ASC Corona 2010 Brașov | 2:5 (0:3, 1:1, 1:1)                   |
| 18. Februar 2017                      | ASC Corona 2010 Brașov – Debreceni HK | 2:3 (1:2, 1:1, 0:0)                   |
| 19. Februar 2017                      | ASC Corona 2010 Brașov – Debreceni HK | 7:4 (1:3, 3:0, 3:1)                   |
| 22. Februar 2017                      | Debreceni HK – ASC Corona 2010 Brașov | 6:1 (4:0, 2:0, 0:1)                   |
| 24. Februar 2017                      | ASC Corona 2010 Brașov – Debreceni HK | 3:1 (1:1, 1:0, 1:0)                   |
| 26. Februar 2017                      | Debreceni HK – ASC Corona 2010 Brașov | 4:3 (1:1, 3:1, 0:1)                   |
| Endstand in der Serie: 4:3            |                                       |                                       |

### Halbfinale
| DVTK Jegesmedvék – Újpesti TE | DVTK Jegesmedvék – Újpesti TE | DVTK Jegesmedvék – Újpesti TE |
| ----------------------------- | ----------------------------- | ----------------------------- |
| 28. Februar 2017              | DVTK Jegesmedvék – Újpesti TE | 1:2 (0:0, 1:1, 0:1)           |
| 2. März 2017                  | Újpesti TE – DVTK Jegesmedvék | 1:4 (0:2, 0:1, 1:1)           |
| 4. März 2017                  | DVTK Jegesmedvék – Újpesti TE | 4:2 (1:0, 2:2, 1:0)           |
| 6. März 2017                  | Újpesti TE – DVTK Jegesmedvék | 2:5 (2:1, 0:2, 0:2)           |
| 8. März 2017                  | DVTK Jegesmedvék – Újpesti TE | 2:1 (0:0, 2:0, 0:1)           |
| Endstand in der Serie: 4:1    |                               |                               |

| MAC Budapest – Debreceni HK | MAC Budapest – Debreceni HK | MAC Budapest – Debreceni HK |
| --------------------------- | --------------------------- | --------------------------- |
| 28. Februar 2017            | MAC Budapest – Debreceni HK | 6:1 (1:1, 3:0, 2:0)         |
| 2. März 2017                | Debreceni HK – MAC Budapest | 1:5 (0:1, 1:3, 0:1)         |
| 4. März 2017                | MAC Budapest – Debreceni HK | 7:2 (2:0, 1:0, 4:2)         |
| 6. März 2017                | Debreceni HK – MAC Budapest | 4:2 (0:0, 1:2, 3:0)         |
| 8. März 2017                | MAC Budapest – Debreceni HK | 5:1 (2:0, 2:1, 1:0)         |
| Endstand in der Serie: 4:1  |                             |                             |

### Finale
| DVTK Jegesmedvék – MAC Budapest | DVTK Jegesmedvék – MAC Budapest | DVTK Jegesmedvék – MAC Budapest |
| ------------------------------- | ------------------------------- | ------------------------------- |
| 14. März 2017                   | DVTK Jegesmedvék – MAC Budapest | 5:4 n. V. (1:1, 2:1, 1:2, 1:0)  |
| 16. März 2017                   | MAC Budapest – DVTK Jegesmedvék | 3:0 (2:0, 1:0, 0:0)             |
| 18. März 2017                   | DVTK Jegesmedvék – MAC Budapest | 4:3 (2:0, 1:0, 1:3)             |
| 20. März 2017                   | MAC Budapest – DVTK Jegesmedvék | 3:4 (1:2, 0:0, 2:2)             |
| 22. März 2017                   | DVTK Jegesmedvék – MAC Budapest | 2:1 (0:0, 0:1, 2:0)             |
| Endstand in der Serie: 4:1      |                                 |                                 |